# Jordan Todosey
Jordan Todosey (Ontario, 8 febbraio 1995) è un'attrice canadese.

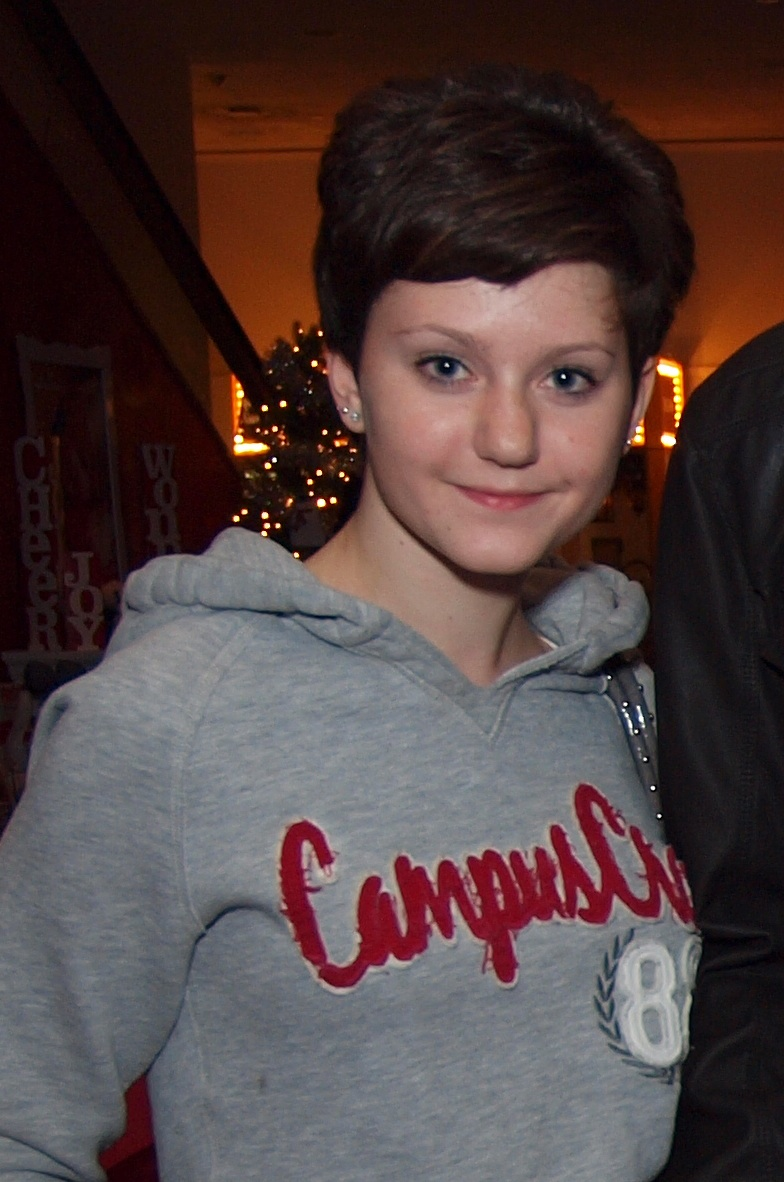
Todosey nel 2010

Ha raggiunto la fama grazie alla sua partecipazione alla serie televisiva La mia vita con Derek. Altri ruoli da segnalare sono quelli nei film Missione tata (2005), nei panni di Firefly, e The Prize Winner of Defiance, Ohio (2005).

## Filmografia

### Cinema
- Missione tata (The Pacifier), regia di Adam Shankman (2005)
- The Prize Winner Defiance, Ohio, regia di Jane Anderson (2005)
- Santa Baby, regia di David Widdicombe – cortometraggio (2006)
- The Stone Angel, regia di Kari Skogland (2007)
- He Never Died, regia di Jason Krawczyk (2015)

### Televisione
- La mia vita con Derek (Life with Derek) – serie TV, 70 episodi (2005-2009)
- Instant Star – serie TV, un episodio (2006)
- Willa's Wild Life - serie TV, 17 episodi (2008-2009)
- Vacation with Derek, regia di Michael McGowan – film TV (2009)
- Degrassi: The Next Generation – serie TV, 136 episodi (2010)
- Between – serie TV, 12 episodi (2015-2016)
- I misteri di Murdoch (Murdoch Mysteries) - serie TV, episodio 9x14 (2016)
- Wishfart – serie TV, 40 episodi (2017-2018)